# Фирмилијан Кесаријски
Епископ Фирмилијан (?—269) - светитељ из 3. века, епископ Кесарије Кападокијске, философ и духовни писац.

## Биографија
Фирмилијан је био Кападокијац из племићке породице. Заједно са Григоријем Чудотворцем учио је код Оригена. Он је дошао код Оригена већ као хришћанин. Рукоположен је за свештеника у Кесарији Кападокијској.
Имао је углед као Дионисије Александријски и Кипријан Картагински.
Био је у добрим односима са Оригеном и дописивао се са Кипријаном Картагинским, који је тражио његову подршку у борби против папе Стефана I у вези са крштењем јеретика. Активно је учествовао у борби против јеретика тог времена.
Председавајући Саборима, Фирмилијан је учествовао у решавању питања која су у то време бринула хришћанску Цркву (монтанизам, новацијански раскол, јерес Павла Самосатског, крштење јеретика и др.). Активно је учествовао у споровима средином 3. века око покрштавања јеретика и поновног пријема палих хришћана у окриље Цркве после прогона цара Деција. Папа Стефан га је екскомуницирао због његових уверења.
На великом Антиохијском сабору (262-268. г.), заједно са светим Кипријаном Картагенским и Василијем Великим осудио је и свргао учење Павла Самосатског. 
Умро у Тарсу 269. године. Споменик његовој књижевној делатности сада је само једно од његових писама Кипријану, сачувано у латинском преводу.